# Аскеров, Мамед Гасан оглы
Мамед Гасан оглы Аскеров (азерб. Məmməd Həsən oğlu Əsgərov; 25 декабря 1918 года, Нахичеванский уезд — 27 июля 1988 года, Баку) — советский азербайджанский государственный и партийный деятель, Герой Социалистического Труда (1973).

## Биография
Родился 25 декабря 1918 года в селе Яйджи Нахичеванского уезда Эриванской губернии (ныне Джульфинский район Нахичеванской АР Азербайджана).
Окончил семилетнюю среднюю школу в Джульфе в 1932 году. В 1936 году окончил Нахичеванский сельскохозяйственный техникум. В 1942 с отличием оканчивает агрономический факультет Азербайджанского Сельскохозяйственного Института.
Начал трудовую деятельность в 1942 году заведующим в Кусарском районном отделе сельского хозяйства. С 1943 главный агроном в Лачинском районном отделе сельского хозяйства. В конце 1943 года назначен главным агрономом в Товузском районном МТС. С 1944 по 1948 год директор Джебраилского районного МТС. С 1948 по 1954 год директор Бардинского городского МТС, а с 1954 по 1958 председатель исполкома Бардинского районного Совета.
В 1959 году первый заместитель Председателя Советам Министров Нахичеванской АССР. С 1959 по 1964 год Председатель Совета Министров Нахичеванской АССР. С 1964 года заведующий Агдашским сельскохозяйственным производственным управлением. В 1965 году Аскеров назначен первым секретарем Агджабединского райкома партии. С 1968 года заместитель министра тяжелой промышленности Азербайджанской ССР. В 1970 назначен первым секретарем Шамхорского райкома партии. С 1977 по 1985 год министр сельскохозяйственной промышленности Азербайджанской ССР.
Указом Президиума Верховного Совета СССР от 12 декабря 1973 года за большие успехи, достигнутые во Всесоюзном социалистическом соревновании и проявленную трудовую доблесть в выполнении принятых обязательств по увеличению производства и продажи государству зерна, картофеля, сахарной свеклы и других продуктов земледелия в 1973 году, Аскерову Мамеду Гасан оглы присвоено звание Героя Социалистического Труда с вручением ордена Ленина и золотой медали «Серп и Молот».
Делегат XXII, XXIV, XXV и XXVI съездов КПСС.
Депутат Верховного Совета СССР 6-го созыва. Депутат Верховного Совета Азербайджанской ССР с 4 по 11 созыв. С 1960 по 1986 член ЦК КП Азербайджана.
Скончался 27 июля 1988 года в городе Баку.